# Савонарола и његови пријатељи
„Савонарола и његови пријатељи” је југословенски ТВ филм из 1972. године. Режирао га је Арсеније Јовановић а сценарио је написао Јован Христић

## Улоге
| Глумац                 | Улога                   |
| ---------------------- | ----------------------- |
| Петар Банићевић        |                         |
| Бранислав Цига Јеринић | (као Бранислав Јеринић) |
| Петар Краљ             |                         |
| Драган Максимовић      |                         |
| Бранко Плеша           | Малатеста               |
| Неда Спасојевић        |                         |
| Васја Станковић        |                         |
| Љуба Тадић             | Савонарола              |
| Марко Тодоровић        |                         |